# 55. ročník udílení Zlatých glóbů
55. ročník udílení Zlatých glóbů probíhal dne 18. ledna 1999. Nominace byly oznámeny dne 18. prosince 1997.

## Vítězové a nominovaní

### Filmové počiny.
| Nejlepší film (drama) | Nejlepší film (komedie / muzikál) |
| --- | --- |
| Titanic - Amistad - Boxer - Dobrý Will Hunting - L. A. – Přísně tajné | Lepší už to nebude - Do naha! - Muži v černém - Svatba mého nejlepšího přítele - Vrtěti psem |
| Nejlepší herec (drama) | Nejlepší herečka (drama) |
| Peter Fonda – Uleeovo zlato - Matt Damon – Dobrý Will Hunting - Daniel Day-Lewis – Boxer - Leonardo DiCaprio – Titanic - Djimon Hounsou – Amistad | Judi Dench – Paní Brownová - Helena Bonham Carter – Křídla vášně - Jodie Foster – Kontrakt - Jessica Lange – Prokletá farma - Kate Winslet – Titanic                                                                             |
| Nejlepší herec (komedie / muzikál) | Nejlepší herečka (komedie / muzikál) |
| Jack Nicholson – Lepší už to nebude - Jim Carrey – Lhář, lhář - Dustin Hoffman – Vrtěti psem - Samuel L. Jackson – Jackie Brownová - Kevin Kline – Svatba naruby                                                                                        | Helen Hunt – Lepší už to nebude - Joey Lauren Adams – Hledám Amy - Pam Grier – Jackie Brownová - Jennifer Lopez – Selena - Julia Roberts – Svatba mého nejlepšího přítele                                                        |
| Nejlepší herec ve vedlejší roli | Nejlepší herečka ve vedlejší roli |
| Burt Reynolds – Hříšné noci - Rupert Everett – Svatba mého nejlepšího přítele - Anthony Hopkins – Amistad - Greg Kinnear – Lepší už to nebude - Jon Voight – Vyvolávač deště - Robin Williams – Dobrý Will Hunting                                      | Kim Basinger – L. A. – Přísně tajné - Joan Cusack – Svatba naruby - Julianne Moore – Hříšné noci - Gloria Stuart – Titanic - Sigourney Weaver – Ledová bouře                                                                     |
| Nejlepší režie | Nejlepší scénář |
| James Cameron – Titanic - James L. Brooks – Lepší už to nebude - Curtis Hanson – L. A. – Přísně tajné - Jim Sheridan – Boxer - Steven Spielberg – Amistad                                                                                               | Dobrý Will Hunting – Ben Affleck a Matt Damon - Lepší už to nebude – Mark Andrus a James L. Brooks - L. A. – Přísně tajné– Curtis Hanson a Brian Helgeland - Titanic – James Cameron - Vrtěti psem – Hilary Henkin a David Mamet |
| Nejlepší filmová píseň | Nejlepší hudba |
| „My Heart Will Go On„ –Céline Dion – Titanic - „Journey to the Past„ – Aaliyah – Anastázie - „Once Upon a December„ – Deana Carter – Anastázie - „Go the Distance„ – Roger Bart – Herkules - „Tomorrow Never Dies„ – Sheryl Crow – Zítřek nikdy neumírá | Titanic – James Horner - Gattaca – Michael Nyman - Kundun – Philip Glass - L. A. – Přísně tajné – Jerry Goldsmith - Sedm let v Tibetu – John Williams                                                                            |
| Nejlepší cizojazyčný film | |
| Můj růžový život (Belgie) - Artemisia (Francie) - Svatebčané (Itálie) - Lea (Německo) - Vor (Rusko) | |

### Televizní počiny
| Nejlepší televizní seriál (drama) | Nejlepší televizní seriál (komedie) |
| --- | --- |
| - Akta X - Právo a pořádek - Pohotovost - Policie New York - Nemocnice Chicago Hope | - Ally McBealová - Takoví normální mimozemšťané - Frasier - Všichni starostovi muži - Show Jerryho Seinfelda - Přátelé                                                                                    |
| Nejlepší herec v seriálu (drama) | Nejlepší herečka v seriálu (drama) |
| Anthony Edwards – Pohotovost - David Duchovny – Akta X - Lance Henriksen – Milénium - Kevin Anderson – Nothing Sacred - George Clooney – Pohotovost                                                               | Christine Lahti – Nemocnice Chicago Hope - Gillian Anderson – Akta X - Kim Delaney – Policie New York - Roma Downey – Dotek anděla - Julianna Margulies – Pohotovost                                      |
| Nejlepší herec v seriálu (komedie / muzikál) | Nejlepší herečka v seriálu (komedie / muzikál) |
| Michael J. Fox – Všichni starostovi muži - Kelsey Grammer – Frasier - John Lithgow – Takoví normální mimozemšťané - Paul Reiser – Jsem do tebe blázen - Jerry Seinfeld – Show Jerryho Seinfelda                   | Calista Flockhart – Ally McBealová - Kirstie Alleyová – Veroničiny svůdnosti - Ellen DeGeneres – Ellen - Jenna Elfman – Dharma a Greg - Helen Hunt – Jsem do tebe blázen - Brooke Shields – Správná Susan |
| Nejlepší minisérie nebo TV film | |
| George Wallace - Dvanáct rozhněvaných mužů - Don King: Jenom v Americe - Miss Evers' Boys - Odysseus | |
| Nejlepší herec v minisérii nebo TV filmu | Nejlepší herečka v minisérii nebo TV filmu |
| Ving Rhames – Don King: Jenom v Americe - Armand Assante – Odysseus - Jack Lemmon – Dvanáct rozhněvaných mužů - Matthew Modine – What the Deaf Man Heard - Gary Sinise – George Wallace                           | Alfre Woodard – Miss Evers' Boys - Ellen Barkin – Before Women Had Wings - Jena Malone – Město naděje - Vanessa Redgrave – Něžná mafie - Meryl Streep – Především nikomu neublížím                        |
| Nejlepší vedlejší herec v seriálu, minisérii nebo TV filmu | Nejlepší vedlejší herečka v seriálu, minisérii nebo TV filmu |
| George C. Scott – Dvanáct rozhněvaných mužů - Jason Alexander – Show Jerryho Seinfelda - Michael Caine – Mandela and de Klerk - David Hyde Pierce – Frasier - Eriq La Salle – Pohotovost - Noah Wyle – Pohotovost | Angelina Jolie – George Wallace - Joely Fisher – Ellen - Della Reese – Dotek anděla - Gloria Reuben – Pohotovost - Mare Winningham – George Wallace                                                       |